# Sarcophaga vitilevensis
Sarcophaga vitilevensis är en tvåvingeart som beskrevs av Shinonaga och Tadao Kano 1993. Sarcophaga vitilevensis ingår i släktet Sarcophaga och familjen köttflugor.
Artens utbredningsområde är Fiji. Inga underarter finns listade i Catalogue of Life.